# Rosanna Marani
 (août 2019).
Si vous disposez d'ouvrages ou d'articles de référence ou si vous connaissez des sites web de qualité traitant du thème abordé ici, merci de compléter l'article en donnant les références utiles à sa vérifiabilité et en les liant à la section « Notes et références ».
Rosanna Marani (née à Imola, Émilie-Romagne, le 12 octobre 1946) est une journaliste et présentatrice de télévision italienne.

## Biographie
Rosanna Marani commence à travailler à La Gazzetta dello Sport en 1973, puis pour les journaux Il Giornale d'Italia et Il Resto del Carlino. Elle devient la première femme journaliste sportive en 1976.
Au cours des années qui suivent, elle intervient à la TV lombarde Telenorditalia en tant que présentatrice d’un talk-show intitulé Bar Sport.
Atteinte d'un cancer en 2006, elle prend alors sa retraite, puis elle fonde avec Corinna Andreatta l'association à but non lucratif Chiliamacisegua, qui s'occupe des animaux.

## Décorations honorifiques
Chevalier 5e classe de l'Ordre du Mérite de la République italienne, le 2 juin 1983 : « Pour avoir ouvert le chemin dans la profession de journaliste sportive alors "interdite" aux femmes... »